# Flå, Norge
Flå är en kyrkby som utgör centralort i Flå kommun i Buskerud fylke i Norge. Orten ligger i Hallingdal, vid riksväg 7, Bergenbanan och älven Hallingdalselva. Här finns Flå kyrka.